# Nauru
Nauru, oficial Republica Nauru, este o țară insulară în teritoriul micronezian al Pacificului de Sud. Ea nu are capitală. Guvernul este la Yaren. Cel mai apropiat vecin este Insula Banaba din Republica Kiribati, 300 km la est. Nauru este cea mai mică țară insulară din lume, având o suprafață de doar 21 km², cea mai mică republică independentă și singurul stat din lume fără o capitală desemnată oficial.
Locuită inițial de micronezieni și polinezieni, Nauru a fost anexată și numită colonie de Germania la sfârșitul secolului al XIX-lea, devenind teritoriu sub mandatul Ligii Națiunilor administrat de Australia, Noua Zeelandă și Marea Britanie în timpul Primului Război Mondial. Insula a fost ocupată de Imperiul Japonez  în Al Doilea Război Mondial, iar apoi a intrat din nou sub sub mandatul Ligii Națiunilor. Nauru și-a câștigat independența în 1968.
Nauru este o insulă fosfatică de origine coraligenă, cu depozite aproape de suprafață, fapt ce a favorizat operațiunile de minerit. Insula a devenit un mare exportator de fosfați încă din 1907 când compania Pacific Phosphate și-a început activitatea aici, păstrându-și acest statut până în anii de după independență. Acest lucru a redat Naurului controlul absolut asupra propriilor resurse minerale prin intermediul corporației Nauru Phosphate, însă doar până la epuizarea rezervelor în anii 1980. Datorită acestor exploatări, Nauru a devenit în scurt timp statul independent cu cel mai mare venit pe cap de locuitor din lume în perioada de sfârșit a anilor '60 — începutul anilor '70. Odată cu terminarea rezervelor, mediul înconjurător s-a degradat serios, iar guvernul a trebuit să recurgă la metode neobișnuite pentru a obține venituri. În anii 1990, Nauru a devenit imediat un paradis fiscal și un centru al spălării banilor. Începând cu 2001, țara a acceptat ajutor din partea guvernului australian; în schimbul acestui ajutor, Nauru a găzduit până în 2008, un centru de detenție de coastă care a adăpostit și pregătit pe cei care doreau azil politic de la Australia.
În perioada decembrie 2005 — septembrie 2006, Nauru a devenit parțial izolat față de restul lumii, atunci când Air Nauru, singura companie aeriană ce deservea insula, și-a încetat activitatea, singura cale de acces către Nauru rămânând cea navală. Compania a reușit să-și reia activitatea sub numele de Our Airline cu ajutor monetar din partea Taiwanului.
Pe data de 15 decembrie 2009, Nauru a devenit a patra țară care a recunoscut independența republicii autonome Abhazia iar o zi mai târziu a urmat recunoașterea Osetiei de Sud, regiuni ale Georgiei care au fost de facto independente încă din prima jumătate a anilor 1990 și recunoscute ca atare de Rusia după războiul de scurtă durată ruso-georgian din vara lui 2008. Rapoartele sugerează că această decizie a fost răsplătită cu un ajutor de aproximativ 50.000.000 de dolari americani din partea Rusiei.

## Istorie

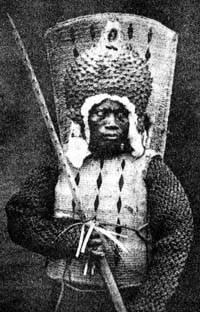
Un războinic nauruan în 1880

Nauru a fost la început locuită de populații microneziene și polineziene în urmă cu cel puțin 3.000 de ani. Existau în mod tradițional 12 triburi sau clanuri pe Nauru, triburi care sunt reprezentate de cele 12 colțuri ale stelei de pe steagul țării. Nauruanii își trasau descendența după mamă. Nauruanii își asigurau existența culegând nuci de cocos și fructe de pandanus, prindeau pești ibija tineri, îi aclimatizau în apa dulce și îi creșteau în Laguna Buada, furnizând o sursă suplimentară de hrană.
Căpitanul britanic John Fearn, un vânător de balene, a devenit primul vestic ce a vizitat insula în 1798, numind-o Insula Plăcută. De prin anii 1830, nauruanii au avut contact cu europenii prin vânătorii de balene care acostau pe insulă pentru a-și reface proviziile. În acești ani veneau să locuiască pe insulă dezertori și marinari. Băștinașii au făcut comerț cu aceștia, oferind hrană la schimb cu băuturi alcoolice (vin de palmier) și arme de foc; armele au fost folosite în timpul războiului de 10 ani dintre triburile de pe insulă care a început în 1878, iar până în 1888, populația a fost redusă de la 1400 la 900 de locuitori.

### Perioada colonială

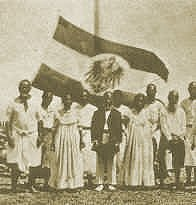
Nauru anexată în 1888 de Germania.

Insula a fost anexată de Germania în 1888 și introdusă în protectoratul german al Insulelor Marshall; au numit insula Nawodo sau Onawero. Sosirea nemților a încheiat războiul; schimbările sociale aduse de război au instaurat regii drept conducători ai insulei, cel mai cunoscut fiind Regele Auweyida. Misionarii creștini din Insulele Gilbert au ajuns de asemenea pe insulă în 1888. Nemții au condus Nauru timp de aproape 3 decenii.
Fosfații au fost descoperiți pe insulă în 1900 de prospectorul Albert Ellis, iar compania Pacific Phosphate a început exploatarea rezervelor în 1906 în acord cu Germania; au exportat primele încărcături în 1907. După izbucnirea Primului Război Mondial, insula a fost capturată de forțele australiene în 1914. După război, Liga Națiunilor a încredințat Nauru Australiei sub mandat; Regatul Unit și Noua Zeelandă au fost și acestea puteri co-mandatare. Cele trei guverne au semnat Acordul Insulei Nauru în 1919, creând un departament cunoscut ca British Phosphate Commission (BPC) (Comisia Britanică a Fosfatului), care a preluat drepturile asupra exploatării fosfaților.

### Al Doilea Război Mondial

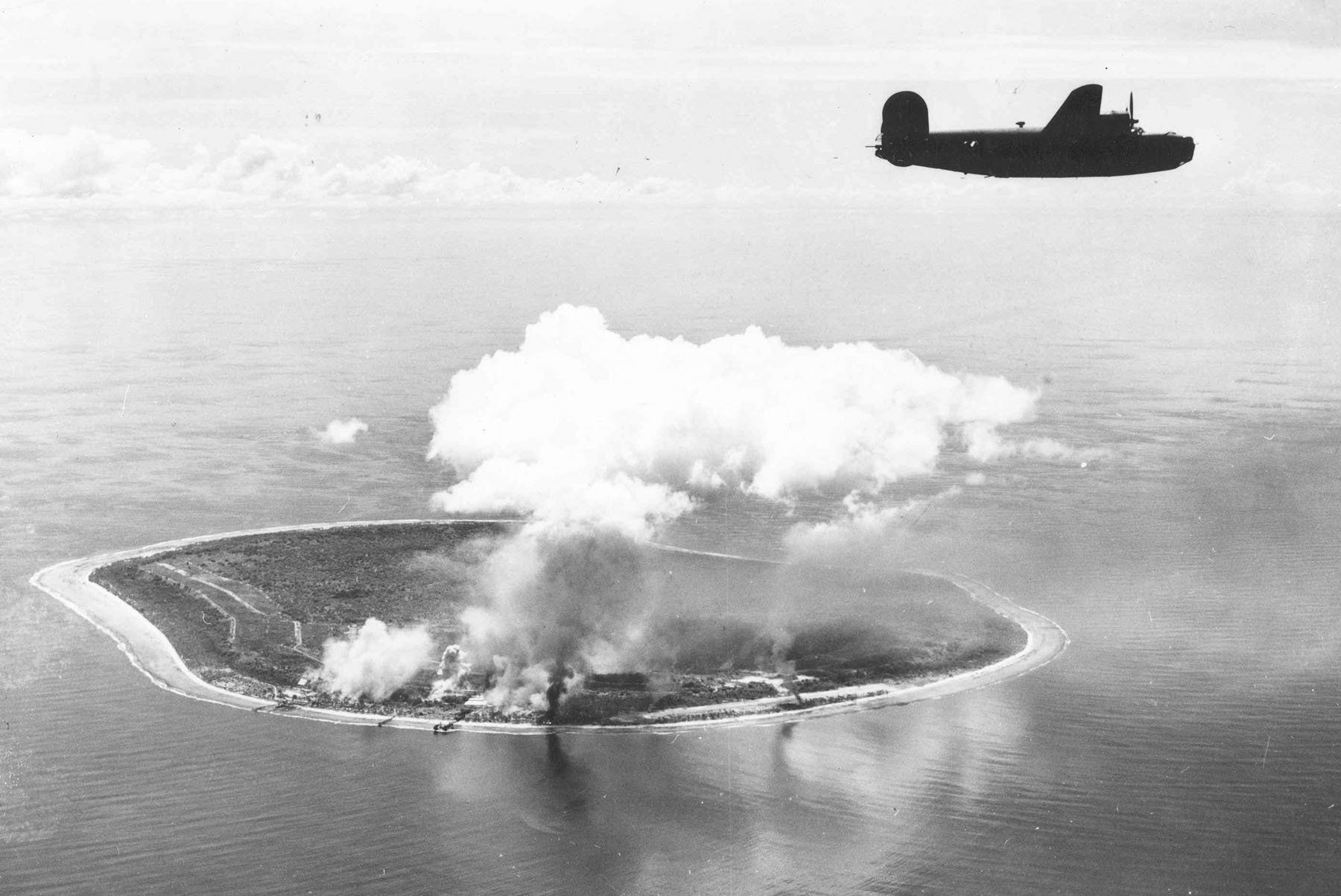
Insula Nauru bombardată de avioanele B-24 Liberator ale Seventh Air Force ale Statelor Unite.

Forțele japoneze au ocupat insula pe 26 august 1942. Japonezii au construit un aerodrom pe insulă care a fost bombardat în martie 1943, ceea ce a împiedicat aprovizionarea cu hrană a insulei. Japonezii au deportat 1.200 de nauruani ca muncitori pe Insula Chuuk, dintre care 463 au murit. Insula a fost eliberată pe 13 septembrie 1945 când nava australiană de război HMAS Diamantina s-a apropiat de insulă, iar trupele japoneze au fost înconjurate. BPC a făcut aranjamentele pentru repatrierea nauruanilor din Chuuk, aceștia fiind aduși pe Nauru de nava BPC Trienza în ianuarie 1946. În 1947, Națiunile Unite au aprobat Australiei, Noii Zeelande și Regatului Unit un nou mandat asupra insulei.

### Independența
Nauru și-a căpătat autonomia în ianuarie 1966, iar după o perioada de doi ani de convenție constituțională, a devenit în 1968 stat independent, condus de președintele fondator Hammer DeRoburt. În 1967, oamenii din Nauru au achiziționat activele comisarilor British Phosphate și în iunie 1970, controlul a trecut către corporația deținută de localnici, Nauru Phosphate Corporation. Veniturile din exploatarea fosfaților au adus Nauru pe unul din primele locuri din Pacific în ceea ce privește standardul de viață, iar venitul pe cap de locuitor pe unul din primele locuri în lume.
În 1989, țara a deschis o acțiune juridică împotriva Australiei la Curtea Internațională de Justiție din cauza acțiunilor acestei țări din timpul administrației australiene a Naurului, în particular, împotriva incapacității Australiei de a remedia daunele aduse mediului înconjurător de exploatarea fosfaților. Acțiunea a condus la o înțelegere de reabilitare a zonelor afectate. Diminuarea rezervelor de fosfați a dus la un declin economic în Nauru și la creșterea instabilității politice de la mijlocul anilor 1980. Nauru a avut 17 schimbări de guverne între 1989 și 2003. Între 1999 și 2003, după o serie de voturi de neîncredere urmate de alegeri anticipate, două persoane, René Harris și Bernard Dowiyogo, au condus alternativ țara. Dowiyogo a murit în timpul mandatului, în martie 2003, și Ludwig Scotty a fost ales președinte. Scotty a fost reales pentru încă un mandat în octombrie 2004. După un vot de neîncredere dat de către Parlament împotriva președintelui Scotty la 19 decembrie 2007, Marcus Stefan a devenit președinte.
În ultima vreme, o proporție semnificativă venitului țării a fost sub formă de ajutor din partea Australiei. În 2001, MV Tampa, o navă norvegiană care a salvat 433 de refugiați (din diverse țări printre care și Afganistan) dintr-o barcă lungă de 20 de metri naufragiată, a încercat să acosteze în Australia, dar a fost deviată către Nauru, ca parte a „Soluției Pacificului”. Nauru a operat centrul de detenție pentru refugiați în schimbul ajutorului australian. Prin noiembrie 2005, doar doi refugiați, Sagar Mohammed și Muhammad Faisal, au rămas pe Nauru din acest prim transport trimis acolo în 2001, iar Sagar s-a stabilit acolo definitiv la începutul lui 2007. Guvernul australian a trimis mai multe grupuri de solicitanți de azil politic în Nauru la sfârșitul lui 2006 și la începutul lui 2007. La sfârșitul lunii ianuarie 2008, în urma deciziei Australiei de a închide centrul pentru refugiați, Nauru a anunțat că va solicita un ajutor nou ajutor pentru a putea ușura consecințele prăbușirii economiei.

## Politică
Nauru este o republică parlamentară. Președintele este în același timp șeful statului și șeful guvernului. Cei 19 membri ai parlamentului unicameral sunt aleși pentru mandate de trei ani. Parlamentul alege președintele țării dintre membrii săi, iar apoi acesta numește un cabinet de cinci-șase componenți. Nauru nu are o structură formală pentru partidele politice; candidații sunt în mod obișnuit independenți. 15 dintre cei 18 membri ai actualului parlament sunt independenți, iar alianțele în cadrul guvernului sunt adesea constituite pe baza unor legături de familie extinse. Cele trei partide care au fost active în politica nauruană sunt Partidul Democrat, Mai Întâi Nauru și Partidul Centralist. Faptul că Nauru este o țară democrată o face să fie un rar și atipic contraexemplu al teoriei tradiționale privind statele rentiere, prin aceea că vânzarea resurselor naturale ale Naurului nu a condus la autoritarism.

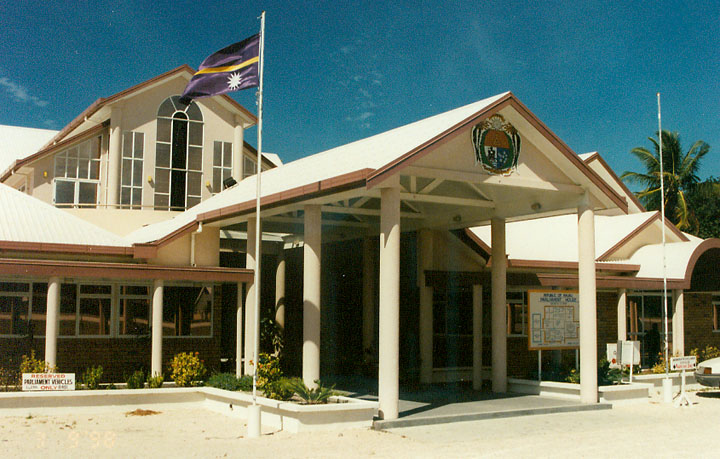
Parlamentul din Nauru

Din 1992, guvernul local a fost responsabilitatea Consiliului Insulei Nauru (engleză Nauru Island Council, abreviat NIC). NIC are atribuții și funcții limitate în calitate de consilier al guvernului național pe probleme locale. Rolul NIC este acela de a-și concentra eforturile asupra activităților locale relevante pentru locuitori. Un membru ales al Consiliului Insulei Nauru nu poate fi în același timp și membru al parlamentului. Dreptul de proprietate asupra terenurilor în Nauru este unul neobișnuit: toți nauruanii au anumite drepturi pentru toate terenurile de pe insulă, care sunt deținute de către indivizi și familii; guvernul și entitățile corporative nu dețin teren și trebuie să încheie un acord de arendă cu proprietarii pentru a-l putea utiliza. Străinii nu pot avea în proprietate terenuri.
Nauru are un sistem juridic complex. Curtea Supremă, condusă de șeful Justiției, este suverană pe probleme constituționale. Alte cazuri pot fi solicitate Curții de apel formată din doi judecători. Parlamentul nu poate anula deciziile curții, dar hotărârile Curții de apel pot fi atacate la Înalta Curte din Australia; în realitate acest lucru se întâmplă foarte rar. Instanțelor judecătorești obișnuite constau în Tribunalul Districtului și Tribunalul de familie, ambele fiind conduse de un magistrat rezident, care este și grefier al Curții Supreme. În sfârșit, există de asemenea două cvasi-instanțe: Serviciul public de Apel și Consiliul de Poliție pentru recurs, ambele fiind prezidate de șeful Justiției.
Nauru nu are nici forțe armate; în cadrul unui acord informal, responsabilitatea pentru apărarea țării revine Australiei. Există o mică forță de poliție sub control civil.

## Districte

Harta Naurului

Nauru este împărțit în 14 districte administrative grupate în 8 colegii electorale. Districtele sunt:
| Districtie | Suprafață | Populație |
| ---------- | --------- | --------- |
| Aiwo       | 1,1 km2   | 1.300     |
| Anabar     | 1,5 km2   | 1.240     |
| Anetan     | 1 km2     | 1.180     |
| Anibare    | 3,1 km2   | 250       |
| Baiti      | 1,2 km2   | 810       |
| Boe        | 0,5 km2   | 950       |
| Buada      | 2,6 km2   | 980       |
| Denigomodu | 0,9 km2   | 1.700     |
| Ewa        | 1,2 km2   | 300       |
| Ijuw       | 1,1 km2   | 180       |
| Meneng     | 3,1 km2   | 1.400     |
| Nibok      | 1,6 km2   | 460       |
| Uaboe      | 0,8 km2   | 330       |
| Yaren      | 1,5 km2   | 1.100     |

## Relații externe
După dobândirea independenței în 1968, Nauru a devenit membru special al Commonwealthului Națiunilor, devenind membru cu drepturi depline în 2000. Nauru a fost admisă în cadrul Băncii Asiatice pentru Dezvoltare în 1991, și în cadrul Națiunilor Unite în 1999. Țara este membră a Forumului Insulelor din Pacific, a Programului Regional de Mediu în Pacificul de Sud, a Comisiei Pacificului de Sud și a Comisiei pentru Geoștiințe Aplicate în Pacificul de Sud. Programul american Atmospheric Radiation Measurement (Măsurarea radiațiilor atmosferice) operează monitorizări ale climatului pe insulă.
Nauru și Australia au strânse legături diplomatice. În plus față de aranjamentele informale de apărare, Memorandumul de înțelegere între cele două țări din septembrie 2005 oferă Naurului ajutor financiar și asistență tehnică, inclusiv un Secretar de Finanțe pentru a pregăti bugetul statului, și consilieri pe probleme de sănătate și educație. Acest ajutor este dat în schimbul găzduirii solicitanților de azil politic din Australia, aceștia rămânând pe teritoriul insulei în timp ce cererile lor pentru intrarea în Australia sunt prelucrate. Totuși, în februarie 2008, Guvernul Australiei a închis centrul de detenție din Nauru și cei 21 de solicitanți ai azilului politic din Sri Lanka rămași au fost transferați în Australia. Nauru folosește ca monedă oficială dolarul australian.
Nauru a folosit calitatea de membru al ONU pentru a obține sprijin financiar atât de la Taiwan cât și Republica Populară Chineză, prin schimbarea poziției sale cu privire la statutul politic al Taiwanului. În anul 2002, Nauru a semnat un acord privitor la stabilirea relațiilor diplomatice cu Republica Populară Chineză, pe 21 iulie. Această mutare a fost făcută în urma promisiunii Chinei de a oferi un ajutor financiar de peste 130 de milioane de dolari. Ca răspuns, Taiwan a înăsprit relațiile diplomatice cu Nauru două zile mai târziu. Ulterior, Nauru a restabilit legăturile cu Taiwan, la 14 mai 2005, iar relațiile diplomatice cu China au fost oficial oprite pe 31 mai 2005.
Taiwan și Australia sunt singurele țări cu misiuni diplomatice în Nauru. În martie 2007, Nauru a deschis o ambasadă la Taipei.

## Geografie

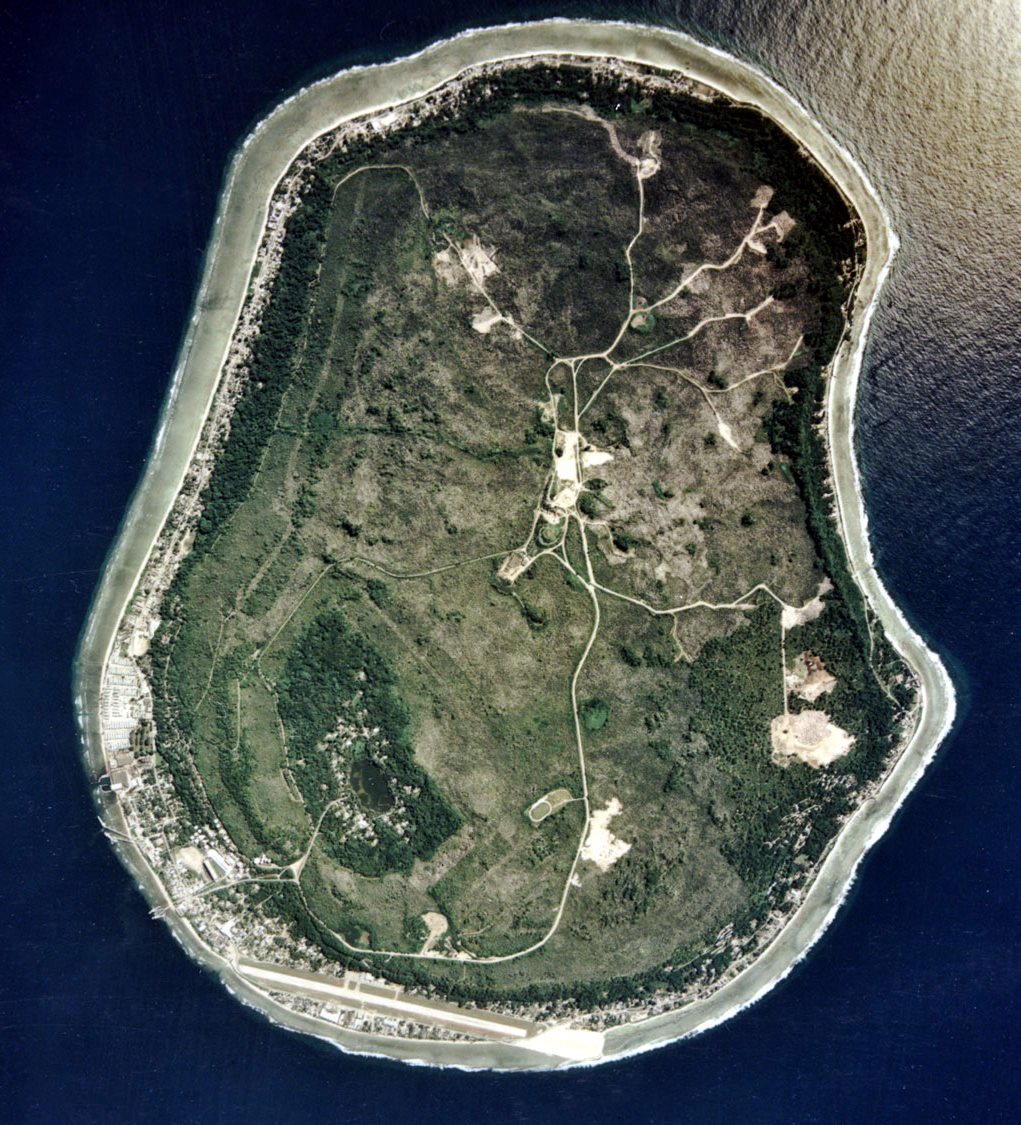
Imagine aeriană a insulei Nauru în 2002, realizată de Programul Departamentului American al Energiei pentru Măsurarea Radiației Atmosferice. Vegetația regenerată acoperă 63% din uscatul unde au funcționat mine de extragere a nauruitului.

Nauru este o insulă mică, de formă ovală, aflată în vestul Oceanului Pacific, la 42 km sud de Ecuator. Insula este înconjurată de un recif de corali cu multe ridicături, vizibil în timpul refluxului. Reciful ocupă o zonă aflată între plajele pline de nisip și adâncul oceanului. Prezența acestuia împiedică înființarea unui port, deși au fost executate șaisprezece canale artificiale pentru a permite ambarcațiunilor mai mici să ajungă la insulă. Dincolo de plajă, spre interiorul insulei, se află o fâșie fertilă de coastă cu lățimea între 150–300 m. Platoul central, denumit pe insulă Topside, este înconjurat de stânci de corali. Cel mai înalt punct de pe platou are altitudinea de 65 m față de nivelul mării. Singurele zone fertile sunt cele de pe fâșia de litoral, unde cresc cocotieri. Pe terenul ce înconjoară laguna Buada sunt cultivate banane, ananași, legume, arbori pandanus și copaci cu lemn de esență tare, cum ar fi Calophyllum inophyllum. Populația insulei este concentrată, ca și vegetația, în zona litorală și în jurul lagunei Buada.
Nauru a fost una din cele trei mari insule de rocă fosfatică din Oceanul Pacific (celelalte două fiind Banaba (Insula Ocean) din Kiribati și Makatea din Polinezia Franceză); totuși, rezervele de fosfat de calciu sunt astăzi aproape complet epuizate. Exploatarea minieră a fosforitelor în platoul central a lăsat în urmă un teren arid acoperit cu bolovani de calcar cu înălțimi de până la 15 m. Un secol de minerit a dus la devastarea a patru cincimi din suprafața insulei. Mineritul a avut impact și asupra zonei economice exclusive din jur, 40% din formele de viață marine fiind ucise de silt și reziduuri fosforitice.
Pe Nauru resursele de apă dulce sunt limitate. Apa de băut este colectată din precipitații, și prin desalinizarea apei mării, efectuată într-o singură stație veche de desalinizare. Clima din Nauru este fierbinte și extrem de umedă pe tot parcursul anului din cauza apropierii de Ecuator și de ocean. Insula este afectată de ploile musonice între lunile noiembrie și februarie. Cantitatea anuală de precipitații fluctuează puternic de la an la an și este influențată de oscilația sudică El Niño, înregistrându-se și unele perioade de secetă. Temperaturile medii variază între +26 și +35 °C ziua și între +25 și +28 °C noaptea. Ca stat insular, Nauru este vulnerabil la schimbări climatice și la creșterea nivelului mării, dar gradul de expunere la asemenea pericole este greu de estimat; cel puțin 80% din suprafața insulei Nauru se află la o altitudine relativ mare, dar această zonă rămâne nelocuibilă până la implementarea programului de reabilitare în urma extragerii fosforitelor.
Există doar șaizeci de specii de plante vasculare native pe insulă, din care niciuna nu este endemică. Creșterea cocotierilor, mineritul și introducerea de specii alogene au cauzat perturbații grave în cadrul florei locale. Nu există mamifere terestre native pe insulă, doar păsări, printre care se numără inclusiv pitulicea de stuf din Nauru (specie endemică), precum și insecte și crabi. Șobolanul polinezian, pisica, câinele, porcul și găina sunt specii introduse pe insulă.

## Economie

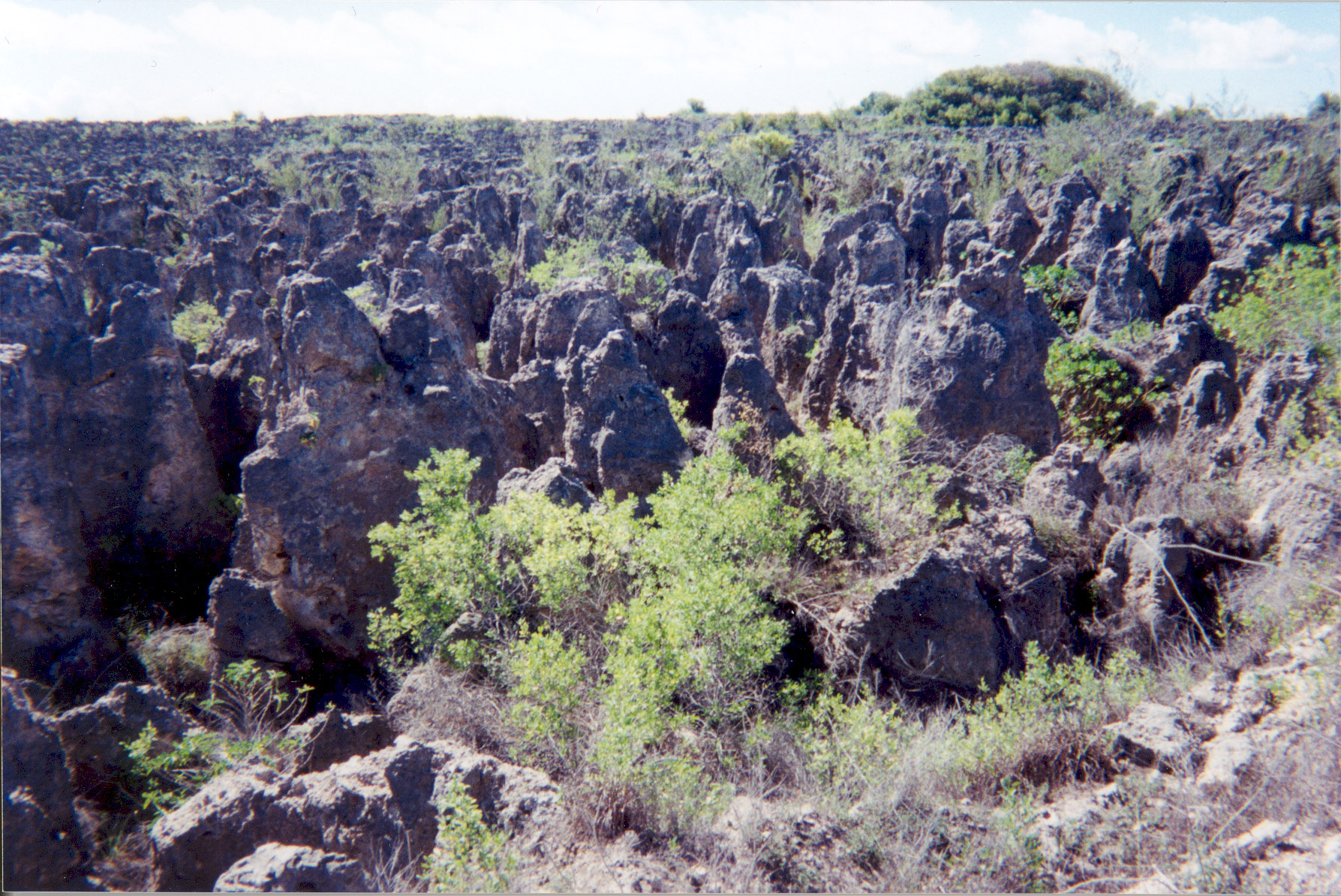
Rocă calcaroasă rămasă după terminarea mineritului.

Economia Naurului depinde aproape în întregime de scăderea resurselor de fosfați; aici mai există alte câteva resurse, dar majoritatea produselor necesare sunt importate. Mineritul la scară mică este încă efectuat de RONPhos, cunoscută în trecut ca Nauru Phosphate Corporation. Guvernul plasează un procent din încasările RONPhos la fondul Nauru Phosphate Royalties Trust. Fondul gestionează investițiile pe termen lung, cu scopul de a oferi sprijin cetățenilor odată ce rezervele de fosfați s-au epuizat. Totuși, investițiile proaste, gestionările defectuoase, cheltuielile peste limită și corupția au redus activele fixe și de cont curent ale fondului. De exemplu, clădirea Nauru House din Melbourne a fost vândută în 2004 pentru răscumpărarea datoriilor și singurul Boeing 737-400 al companiei Air Nauru a fost confiscat în decembrie 2005—aeronava a fost înlocuită în luna iunie a anului următor cu un model Boeing 737-300, iar compania a reluat serviciile normale. Se estimează că valoarea fondului a scăzut de la 1 300 milioane de dolari australieni în 1991 la 138 milioane de dolari australieni în 2002. Nauru duce în prezent lipsă de bani pentru a pune în aplicare unele din funcțiile de bază ale guvernului (Banca Națională a Naurului este falită). Produsul intern brut pe cap de locuitor a scăzut la numai 2.038 de dolari americani, de la valoarea de la începutul anilor 1980 când era pe locul doi în lume, imediat după Emiratele Arabe Unite.
În Nauru nu există taxe pentru cetățeni, iar 95% din angajați lucrează pentru guvern. Șomajul este estimat la 90%. Banca Asiatică pentru Dezvoltare constată că, deși administrația publică posedă puternice pârghii pentru a pune în aplicare reformele economice, în lipsa unor alternative la exploatarea fosfaților, perspectivele pe termen mediu sunt dependente în continuare de ajutorul extern. Vânzările din pescuitul de adâncime pot genera câteva venituri. Turismul nu contribuie semnificativ la economia țării, deoarece există puține facilități pentru turiști; Hotelul Menen și Hotelul OD-N-Aiwo sunt singurele hoteluri de pe insulă.
În anii 1990, Nauru devine un paradis fiscal și oferă pașapoarte pentru străini contra unei taxe. Grupul Financiar de Acțiune împotriva Spălării Banilor (în engleză Financial Action Task Force on Money Laundering), o organizație interguvernamentală, a identificat atunci Nauru ca fiind una dintre cele 15 țări „necooperante” în lupta împotriva spălării banilor. În anii 1990, se putea înființa o bancă licențiată în Nauru contra unei taxe de 25.000 de dolari americani, fără alte condiții. Sub presiunea FATF, Nauru introduce legislația anti-evaziune în 2003, după care au ieșit din țară banii străini ce puteau fi legați de activități suspecte. În octombrie 2005, această legislație — și aplicarea sa eficientă — a dus la ridicarea etichetei de stat necooperant de către FATF.
Din 2001 până în 2007, centrul de detenție din Nauru a furnizat venituri pentru mica țară. Autoritățile nauruane au reacționat cu îngrijorarea la decizia Australiei de a închide acest centru. În februarie 2008, ministrul afacerilor externe, Dr. Kieren Keke a declarat că această decizie ar duce la pierderea locurilor de muncă a 100 de angajați și ar afecta direct sau indirect 10% din populația insulei:
„Avem un număr mare de familii care vor rămâne brusc fără venituri. Căutăm metode prin care putem asigura ceva venituri, dar capacitatea noastră de a face acest lucru este foarte limitată. Literalmente avem o mare criză a șomajului în fața noastră.”

### Informații suplimentare
- Nauru Phosphate Corporation
- Nauru Phosphate Royalties Trust
- Turismul în Nauru

## Demografie

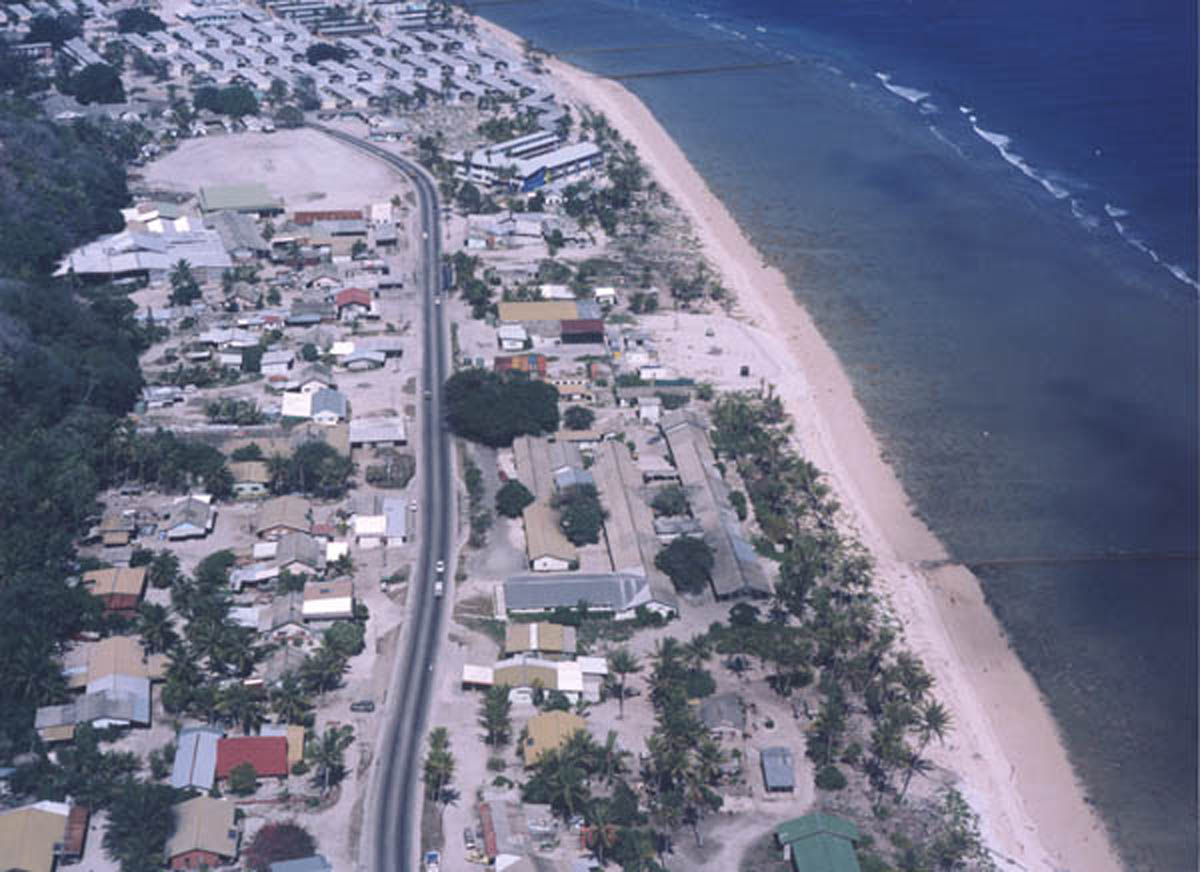
Districtele Denigomodu și Nibok.

Insula avea la sfârșitul lui 2006, 9.265 de rezidenți, dintre care 96 de procente aveau ca limbă nativă nauruana. Populația era mai mare înainte de 2006, dar în acel an 1500 de oameni au părăsit insula în timpul repatrierii muncitorilor imigranți din Kiribati și Tuvalu. Repatrierea a fost motivată de concedierile masive din industria fosfaților. Limba oficială a Naurului este nauruana, o limbă distinctă a insulei din Pacific, care este vorbită de 96% din etnicii nauruani ce locuiesc pe insulă. Engleza este foarte mult vorbită, fiind limba folosită în comerț și limba oficială a guvernului.
Religia principală practicată pe insulă este creștinismul (două treimi protestanți și o treime romano-catolici). De asemenea există și o parte semnificativă a populației practicantă a credinței Bahá'í (10 procente din totalul locuitorilor) — proporția cea mai mare de pe glob — și a budismului (3%). Constituția prevede libertatea religiei; totuși, guvernul impune restricții în anumite cazuri, interzicând practicarea religiei de către membrii Bisericii lui Isus Hristos a Sfinților din Zilele din Urmă și a organizației martorilor lui Iehova, majoritatea acestora fiind muncitori străini angajați de RONPhos.

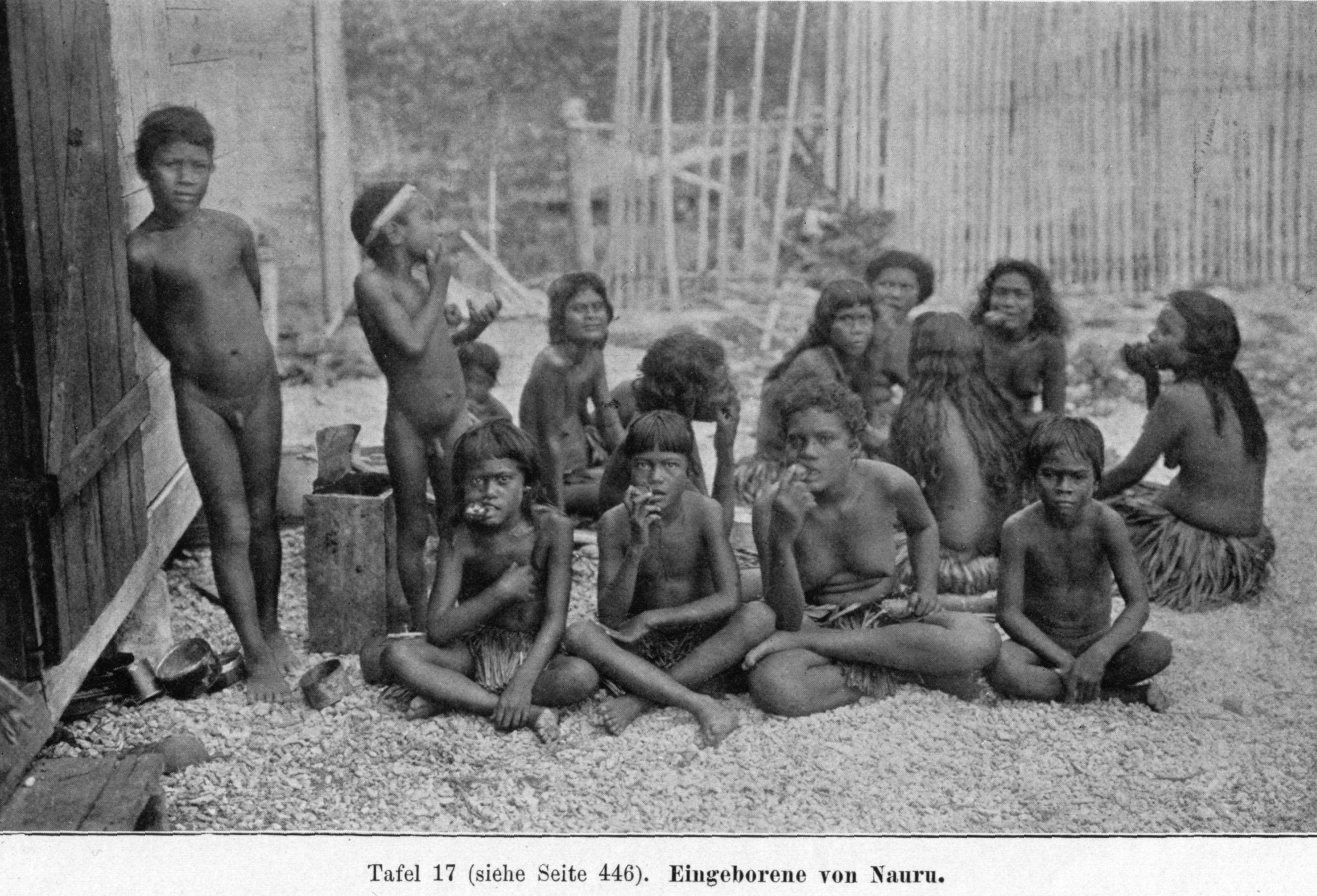
Nauruani

Un standard ridicat de viață instaurat imediat după obținerea independenței a avut câteva efecte negative asupra populației. Nauruanii sunt printre cei mai grași oameni din lume, 90% dintre adulți fiind supraponderali. Nauru înregistrează cel mai ridicat nivel al bolnavilor de diabet tip 2 (non-dependenți de insulină), cu peste 40% din populație afectată. Printre alte probleme importante legate de dietă se numără insuficiența renală și bolile cardiovasculare. Speranța de viață a scăzut la 58 de ani pentru bărbați și 65 de ani pentru femei.
Gradul de alfabetizare de pe insulă este de 96%, educația fiind obligatorie pentru copii de la șase la 15 ani (clasele 1–10), iar doi ani sunt predați facultativ (Clasele a 11-a și a 12-a). Pe insulă există un campus al Universității Pacificului de Sud; înainte ca acest campus să fi fost construit, studenții călătoreau în Australia pentru a-și continua studiile universitare.

## Cultură

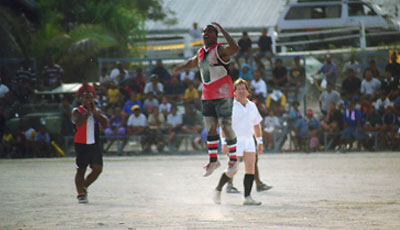
Finala de fotbal australian din 1999, jucată pe Stadionul Linkbelt Oval

Nauruanii sunt urmașii navigatorilor polinezieni și micronezieni care credeau în zeița Eijebong și într-un pământ spiritual, o insulă numită Buitani. Două din cele 12 triburi originale s-au extins în secolul al XX-lea. Angam Day, sărbătorită pe 29 octombrie, celebrează refacerea populației nauruane care, după cele două războaie mondiale, ajunsese la mai puțin de 1500 de oameni. Înlocuirea culturii indigene cu cea a coloniștilor și vesticilor contemporani este evidentă. Doar câteva din tradițiile străvechi s-au păstrat, însă unele forme de muzică tradițională, artă și meserii sau pescuit sunt încă practicate.
Nu există nicio publicație zilnică, dar există câteva ziare săptămânale sau bilunare, printre care Bulletin, Central Star News și The Nauru Chronicle. Pe insulă funcționează o stație de televiziune deținută de stat, Televiziunea Nauru (NTV) care oferă programe din Noua Zeelandă, și un post de radio public non-comercial, Radio Nauru, care transmite conținut de la Radio Australia și BBC.
Fotbalul australian este cel mai practicat sport în Nauru; există și o ligă națională cu șapte echipe participante. Toate meciurile se dispută pe singurul stadion al insulei, Linkbelt Oval. Alte sporturi populare în Nauru sunt softball, cricket, golf, sailing, tenis, și fotbal. Nauru participă la Jocurile Commonwealth și la Jocurile Olimpice de vară, unde a reușit să se impună la haltere; Marcus Stephen a fost un medaliat proeminent, fiind ales în parlament în 2003, iar apoi președinte în 2007.
O activitate tradițională este prinderea păsărilor noddy când acestea se întorc de pe mare. La apus, bărbații stau pe țărm gata să prindă păsările cu lasoul. Lasoul nauruan constă dintr-o frânghie flexibilă cu o greutate la capăt. Când zburătoarele se apropie, lasoul este aruncat, lovește sau se înfășoară în jurul păsării, după care revine la sol. Vietățile astfel prinse sunt gătite și mâncate.